# Chappy – That's All
Chappy – That's All é um filme de drama mudo britânico de 1924, dirigido por Thomas Bentley, estrelado por Joyce Dearsley, Gertrude McCoy e Lewis Gilbert. Foi baseado no romance de Oliver Sandays.

## Elenco
- Joyce Dearsley ... Chappy
- Gertrude McCoy ... Bettina
- Lewis Gilbert ... Piper
- Eva Westlake ... Sra. Cherry
- Edwin Greenwood ... Slim Jim
- Francis Lister